# Pirata Fútbol Club
Pirata Fútbol Club es un club de fútbol peruano del Departamento de Lambayeque, Provincia de Chiclayo, Distrito de José Leonardo Ortiz. Fue fundado en 2015 y desde 2020 participa en la Liga 2, la segunda categoría del fútbol nacional.

## Historia
El club fue fundado el 15 de noviembre de 2015, en el sector de Moshoqueque. El equipo surgió de la iniciativa de los asociados de la empresa G&B Molinos S. A. C., junto a  amigos y vecinos del sector Moshoqueque del distrito de José Leonardo Ortíz. El nombre "Pirata" fue dado por el presidente honorario del club, Luis Guevara Bustamante, quien decidió rendirle homenaje a su hermano, quien falleció por una enfermedad que afectó su vista. Esto ya había sido tenido en cuenta previamente por la empresa en su producto "Arroz El Pirata Extra Nir", y en su Molinera "Molino El Pirata". Siendo así, se le dio este nombre también al club, lo cual le ha dado un nombre de amplia notoriedad.
Cabe decir que previamente la empresa apoyó a Deportivo Construcción Civil durante su participación en la Etapa Nacional de la Copa Perú 2015. Luego de esta primera incursión en el mundo del fútbol, los asociados de la empresa decidieron crear así su propio club.  El club se volvió muy popular en la temporada 2018 luego de que se expusiera, en varios medios, que llevaba a Jack Sparrow en su escudo.

### 2016: Campaña decente en la Copa Perú
En la Copa Perú 2016, el club inició su participación en la Liga Distrital de José Leonardo Ortiz en la que terminó siendo subcampeón. Posteriormente se proclamaría campeón provincial de Chiclayo y campeón departamental de Lambayeque. De esa manera se clasificó a la Etapa Nacional. 
Su participación en la Etapa Nacional de la Copa Perú empezó el 4 de septiembre de 2016 en un partido frente a San Antonio de Piura  en Lambayeque. Al final de la Primera Fase de la Etapa Nacional ocupó el 14.° puesto, esto le permitió clasificarse para el Repechaje.   

En el repechaje enfrentó a Racing Club de Huamachuco. El equipo de La Libertad ganó el partido de ida por 4-0, mientras que Pirata logró ganar la vuelta por 3-0 tras una suspensión por parte del equipo rival debido a las agresiones causadas por ellos mismos (dando a entender que ellos buscaban un puntaje mínimo de 4 goles para no quedar eliminados); esto generó que Pirata quede eliminado por el marcador global.

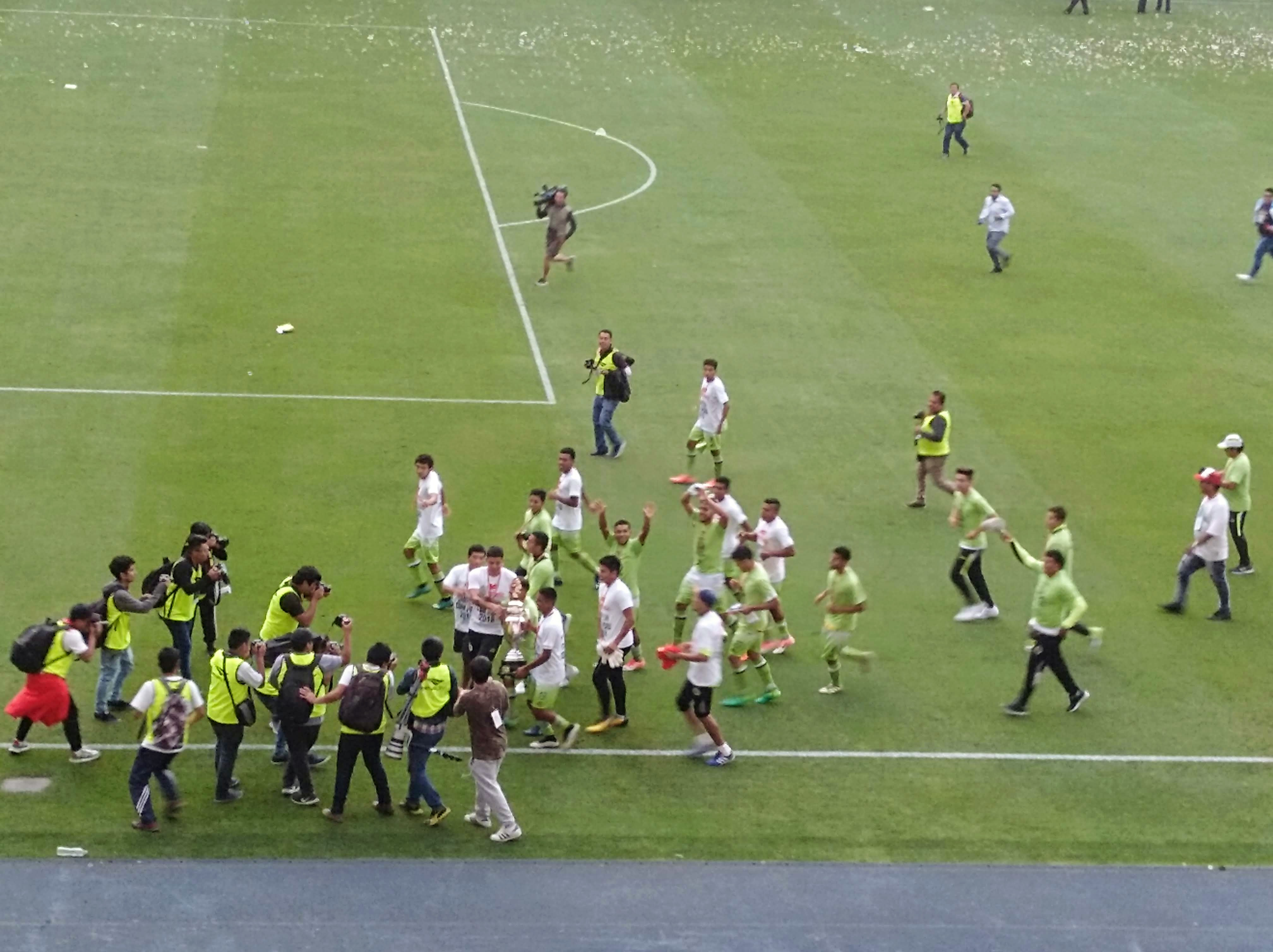
Celebración de los jugadores de Pirata F. C. luego de coronarse campeones de la Copa Perú 2018.

### 2018: Campeonato de la Copa Perú y ascenso a Liga 1
En 2018, inició su participación en la Copa Perú proclamándose campeón de la Liga Distrital de José Leonardo Ortiz, posteriormente fue subcampeón provincial de  Chiclayo y campeón departamental de Lambayeque. De esta manera se volvió a clasificar para la Primera Fase de la Etapa Nacional de la Copa Perú.
En la Primera Fase de la Etapa Nacional ocupó el 3.° lugar y con eso se clasificó de manera directa a la Segunda Ronda. En la Segunda Ronda Eliminatoria se enfrentó a Defensor Laure Sur con quien empató 4 - 4 en el resultado global; sin embargo logró avanzar gracias a la ventaja que tenía por haber ocupado una mejor posición que su rival en la tabla de posiciones de la Primera Fase.  En la Tercera ronda su rival fue Credicoop San Cristóbal de Moquegua. En el partido de ida, jugado en Moquegua, Credicoop logró ganar por 3 - 0. A pesar de la diferencia, Pirata logró clasificarse a la siguiente etapa luego de ganar el partido de vuelta por 5 - 1.  
El club disputó La Finalísima de la Copa Perú 2018 junto a Santos F. C. de Ica, Alianza Universidad de Huánuco y Unión Deportivo Ascensión de Huancavelica. Tras obtener el primer lugar en el cuadrangular, el equipo logró el primer ascenso a  Primera División de Perú en toda su historia.

### 2019: Debut efímero en la Liga 1
Ante la no continuidad del técnico campeón Juan Carlos Bazalar, la nueva directiva inició el año con la presentación de Pablo Zegarra como nuevo entrenador del club. De igual forma, en conferencia de prensa se anunció que Pirata disputaría sus encuentros de local en el Estadio Francisco Mendoza Pizarro de Olmos, cambiando de localía puesto que antes disputaban sus encuentros en el Estadio César Flores Marigorda.
El 18 de febrero, Pirata debutó en el fútbol profesional venciendo en casa por 2-1 a Real Garcilaso del Cusco. Luis Acuy marcó el primer gol de Pirata en primera división (ahora denominada Liga 1) y Carlos Canales, uno de los jugadores del plantel campeón de Copa Perú que quedaron, le dio el triunfo a Pirata. A pesar del sorpresivo triunfo, el club no pudo sostener regularidad y al cabo de 11 fechas, Zegarra fue cesado del cargo. El club empezó a pelear los últimos lugares de la tabla acumulada y algunas semanas después, Miguel Ángel Arrué terminó asumiendo la dirección técnica, para después ser reemplazado por Carlos Cortijo. Aunque el equipo había mejorado en los gramados de juego, los problemas administrativos terminaron afectando a Pirata, que terminó perdiendo 5 puntos en mesa. La situación se volvió insostenible y el 1 de noviembre el club perdió la categoría tras perder 3-0 ante Cantolao y por la victoria del Sport Boys ante FBC Melgar quedando así sin ninguna chance de poder seguir en la primera división, a falta de cuatro fechas para culminar el campeonato. 

### 2020-Act: Temporadas en la Liga 2
Tras el descenso, tendrían que jugar la Liga 2 2020; aunque entró en duda la realización del torneo por los casos de COVID-19, aunque al final se jugó con solo 9 fechas donde el Pirata quedó en el 5.º puesto a un punto de las semifinales por el ascenso.
Para la Liga 2 2021, tuvieron un pésimo rendimiento tanto en el torneo Apertura (con solo 4 puntos) y en el Clausura (con 11 puntos) quedando en el último en el acumulado pero al no haber descenso ese año. Conservaron la categoría.
En el 2022 tuvieron una campaña algo más aceptable que la anterior, sumaron 10 y 13 puntos en el Apertura y Clausura respectivamente. Quedando en el acumulado en el puesto 11 de 13, permaneciendo un año más en la división de plata.
Tuvieron una campaña similar en la Liga 2 2023, tras las 26 fechas, sumarian 21 puntos, que deberían haberlo dejado penúltimo; sin embargo, el descenso administrativo del Alfonso Ugarte los dejaría antepenúltimos, igual manteniéndose la categoría por un año más.
Para la Liga 2 2024 empezaron desde la Zona Norte, la cual a pesar de tener un rendimiento irregular superaron tras obtener el sexto puesto de dicha zona. Ya en la siguiente etapa del torneo les toco integrar el Grupo B, donde quedaría último con solo 9 puntos y nuevamente sin chances de ascender.

## Hinchada
A pesar de que el club tiene pocos años de creación, cuenta con numerosos seguidores alrededor del Perú. Esto debido a su gran popularidad por medio de las redes sociales en la campaña de la Copa Perú del 2018.[cita requerida] Se tienen seguidores en Moquegua, Cusco y Arequipa, Lambayeque y Lima.

## Escudo y controversias
En sus inicios el club usó como escudo una imagen vectorial que representaba a un pirata. Posteriormente empezó a usar un escudo que constaba de dos circunferencias concéntricas. La circunferencia más pequeña encerraba la imagen del famoso Jack Sparrow, personaje de la saga Piratas del Caribe interpretado por el actor Johnny Depp; mientras tanto, entre la circunferencia mayor y la circunferencia menor, en la parte superior y curvado hacia abajo se leía: «PIRATA FÚTBOL CLUB»; en la misma zona, pero en la parte inferior y curvado hacia arriba se leía: «JOSÉ LEONARDO ORTIZ».
Conforme el club fue avanzando en la Copa Perú, el hecho de tener a un personaje tan famoso en su escudo causó un revuelo que incluso llegó a aparecer en la página web del Diario Olé y otros medios internacionales.
Debido a que el club usaba la imagen del actor y del personaje sin los derechos necesarios, el 19 de septiembre decidió cambiar su escudo por uno nuevo, que, sin embargo, volvió a cambiar a las pocas horas. Finalmente lanzó un pedido en su cuenta oficial de Facebook para que los usuarios votaran o propusieran una nueva opción. Antes del inicio de La Finalísima de la Copa Perú, el club presentó un nuevo escudo en el que se podía ver a un «pirata» vestido con la indumentaria característica de Jack Sparrow. Ya con el nuevo escudo iniciaron la finalísima y quedaron campeones, ascendiendo a la Liga 1. Unas semanas después de la hazaña, los dirigentes del club solicitaron a The Walt Disney Company los derechos para usar la imagen del personaje Jack Sparrow. Sin respuesta alguna por el momento, el club optó por usar como nuevo escudo un pirata animado.

## Presidentes y entrenadores
| Presidente      | Inicio | Fin        |
| --------------- | ------ | ---------- |
| Tomás Guerrero  | 2015   | 2018       |
| Manuel Aguinaga | 2019   | actualidad |

| Entrenador             | Inicio                   | Fin                      |
| ---------------------- | ------------------------ | ------------------------ |
| Edwin Zelada           | 2016                     | 2016                     |
| César Sánchez          | 2017                     | 2018                     |
| Juan Carlos Bazalar    | 2018                     | 13 de diciembre de 2018  |
| Pablo Zegarra          | 21 de diciembre de 2018  | 29 de abril de 2019      |
| Carlos Fernández       | 29 de abril de 2019      | 19 de junio de 2019      |
| Miguel Ángel Arrué     | 19 de junio de 2019      | 12 de septiembre de 2019 |
| Carlos Cortijo         | 12 de septiembre de 2019 | 1 de noviembre de 2019   |
| Alex Ysaac Celis Pérez | 2019                     | 2019                     |
| Carlos Cortijo         | 26 de febrero de 2020    | 31 de diciembre de 2020  |
| Daniel Valderrama      | 19 de febrero de 2021    | 11 de agosto de 2021     |
| Óscar Fernández        | 11 de agosto de 2021     | 31 de diciembre de 2021  |
| Ricardo Ortega         | 11 de febrero de 2022    | 19 de julio de 2022      |
| Carlos Fernández       | 2022                     | 2022                     |
| Segundo Quiroz         | 19 de julio de 2022      | 2022                     |
| Damián Castellanos     | 2023                     | 2023                     |
| Segundo Quiroz         | 2023                     |                          |

## Datos del club
- Fundación: 15 de noviembre de 2015.
- Temporadas en Primera División:  1 (2019).
- Temporadas en Segunda División:  4 (2020 - presente).
- Temporadas en Copa Perú: 3 (2016-2018)
- Mayor goleada conseguida:
  - En campeonatos nacionales de local: Pirata 4:1 Alfonso Ugarte (22 de agosto del 2023)
  - En campeonatos nacionales de visita:
    - Juan Aurich 0:2 Pirata (3 de abril del 2022)
    - Carlos Stein 0:2 Pirata (18 de mayo del 2023)

  - En campeonatos nacionales en cancha neutral: Cultural Santa Rosa 0:3 Pirata (7 de diciembre del 2020).
  - En campeonatos amateurs de local: Pirata 5:0 Universidad Nacional Tumbes (23 de septiembre del 2018)
  - En campeonatos amateurs de visita: La Nueva Alianza 0:3 Pirata (21 de agosto del 2016)
- Mayor goleada recibida:
  - En campeonatos nacionales de local:
    - Pirata 0:3 Deportivo Municipal (9 de noviembre del 2019)
    - Pirata 0:3 Deportivo Llacuabamba (6 de septiembre del 2023)

  - En campeonatos nacionales de visita: Los Chankas 11:0 Pirata (27 de septiembre del 2023)
  - En campeonatos nacionales en cancha neutral: Pirata 1:6 Atlético Grau (20 de agosto del 2021).
  - En campeonatos amateurs de local: Pirata 0:1 La Nueva Alianza (14 de agosto del 2016)
  - En campeonatos amateurs de visita: Racing Club de Huamachuco 4:0 Pirata (16 de octubre del 2016)
- Mejor puesto en la Primera División: 18° (2019)
- Peor puesto en la Primera División: 18° (2019)
- Mejor puesto en la Segunda División: 5° (2020)
- Peor puesto en la Segunda División: 12° (2021, 2023)
- Participaciones en torneos internacionales: Ninguno.

## Uniforme
- Uniforme titular: Camiseta negra con rayas verdes, pantalón negro, medias negras.
- Uniforme alternativo: Camiseta blanco con rayas doradas, pantalón blanco, medias blancas

| Titular | Alternativo |

### Evolución del uniforme
El uniforme tradicional que el Pirata F.C utiliza es una camiseta blanca con rayas de color verde, el pantalón y las medias son blancas. Su camiseta alterna es de color verde oscuro y más oscuro abajo, con el pantalón verde oscuro lo mismo con las medias.

#### Titular
| 2016 | 2016 | 2016 | 2016 | 2017 | 2018 | 2019 | 2019 | 2020 | 2021 |

| 2022 | 2023 | 2024 | 2025 |

#### Alternativa
| 2019 | 2020 | 2021 | 2022 | 2023 | 2024 | 2025 |

### Indumentaria y patrocinador
| Periodo     | Patrocinador |
| ----------- | ------------ |
| 2016 - 2017 | Real         |
| 2018        | Front        |
| 2019        | Habitez      |
| 2020 - 2022 | Front        |
| 2023        | Walon        |
| 2024        | Front        |
| 2025 -      | Real         |

| Periodo | Patrocinador |
| ------- | ------------ |
| 2019    | Telesup      |
| 2020    | OMA Group    |
| 2021    | La Genovesa  |

## Palmarés

### Torneos nacionales
| Competición nacional | Títulos | Subcampeonatos |
| -------------------- | ------- | -------------- |
| Copa Perú (1/0)      | 2018.   |                |

### Torneos regionales
| Competición regional                        | Títulos     | Subcampeonatos |
| ------------------------------------------- | ----------- | -------------- |
| Liga Departamental de Lambayeque (2/0)      | 2016, 2018. |                |
| Liga Provincial de Chiclayo (1/1)           | 2016.       | 2018.          |
| Liga Distrital de José Leonardo Ortiz (1/1) | 2018.       | 2016.          |